# 丹羽氏興
丹羽 氏興（にわ うじおき、生年不詳 - 天文5年2月23日（1536年3月15日））は、戦国時代の武将。丹羽氏員の嫡子で二代本郷城主。永正8年（1511年）父の領地を継ぐ。通称は平左衛門、平三郎。父新介氏員は、織田敏定のち織田信定に属し、本郷城に住みだす。子に丹羽氏清。弟に右京進がおり、藤島に分家して藤島城を築城した。その息子に本家と勢力争いをした氏秀がいる。

## 系譜
- 祖父：丹羽氏従
- 祖母：加藤景順（熱田加藤氏）の娘
- 父：丹羽氏員（？～永正15年（1518年）11月11日）
- 母：不詳
- 妻：不詳
  - 男子：丹羽氏重
  - 女子：兵藤新五左衛門座敷室
  - 男子：丹羽氏清（弟か？[4]）